# Adam Bidziński
Adam Bidziński (ur. 5 grudnia 1927 w Nadwórnej, zm. 3 marca 1995 w Warszawie) – generał brygady pilot Wojska Polskiego.

## Życiorys
Po ukończeniu szkoły powszechnej pracował jako pomocnik stolarza. Od września 1944 do czerwca 1945 dowódca drużyny w miejscowym oddziale samoobrony walczącym przeciw OUN-UPA. Później przesiedlony z rodziną do Nowej Rudy, gdzie ukończył liceum, po czym wstąpił do Wojska Polskiego. 
Od 25 września 1949 do 14 lipca 1951 był podchorążym Oficerskiej Szkoły Lotniczej w Dęblinie. 15 lipca 1951 został promowany na podporucznika pilota. Po ukończeniu szkoły oficerskiej został przydzielony do 11 pułku lotnictwa myśliwskiego w Poznaniu-Ławicy i wyznaczony na stanowisko pilota. W następnym roku został przeniesiony do formującego się w Malborku 29 pułku lotnictwa myśliwskiego na stanowisko dowódcy klucza. 31 marca 1953 został pomocnikiem dowódcy eskadry do spraw pilotażu i nawigatorem eskadry. Od 25 lipca 1953 pełnił obowiązki dowódcy eskadry. 9 października 1953 został przeniesiony do 41 pułku lotnictwa myśliwskiego w Malborku na stanowisko pomocnika dowódcy pułku do spraw pilotażu. 9 grudnia 1953 objął dowództwo tego oddziału. 22 października 1955 rozpoczął służbę na stanowisku pomocnika dowódcy 9 Dywizji Lotnictwa Myśliwskiego w Malborku do spraw pilotażu. Od października 1956 do lipca 1961 dowódca 9 Dywizji Lotnictwa Myśliwskiego. W latach 1961–1963 studiował w Akademii Sztabu Generalnego Sił Zbrojnych ZSRR im. Woroszyłowa w Moskwie. Następnie został dowódcą 11 Dywizji Lotnictwa Myśliwskiego w Świdwinie, która 5 maja 1967 została przemianowana na 3 Brandenburską Dywizję Lotnictwa Myśliwskiego. Od listopada 1972 starszy oficer oddziału obrony powietrznej i wojsk lotniczych w Sztabie Zjednoczonych Sił Zbrojnych Państw Układu Warszawskiego w Moskwie. Wrócił do kraju w styczniu 1977, a w grudniu 1977 został pomocnikiem dowódcy Wojsk Lotniczych – szefem Lotnictwa Wojsk Lądowych, Transportowego i Łącznikowego. 
9 maja 1979 otrzymał tytuł „Zasłużonego Pilota Wojskowego PRL”. Uchwałą Rady Państwa z 4 października 1979 został awansowany na generała brygady. Nominację wręczył mu w Belwederze przewodniczący Rady Państwa RRL prof. Henryk Jabłoński w obecności I sekretarza Komitetu Centralnego PZPR Edwarda Gierka i ministra obrony narodowej gen. armii Wojciecha Jaruzelskiego.
W 1980 był słuchaczem kursu szczebla operacyjnego w Wojskowej Akademii Lotniczej im. J. Gagarina w Monino. Od października 1981 do lipca 1987 komendant Wyższej Oficerskiej Szkoły Lotniczej w Dęblinie, następnie zastępca szefa Inspekcji Sił Zbrojnych. 15 grudnia 1989 pożegnany przez ministra obrony narodowej gen. armii Floriana Siwickiego w związku z zakończeniem zawodowej służby wojskowej i 3 października 1990 przeniesiony w stan spoczynku. Zmarł 3 marca 1995 w Warszawie. Pochowany na Cmentarzu Komunalnym (d. Wojskowy) na Powązkach (kwatera G-2B-53).

## Awanse
W trakcie wieloletniej służby w ludowym Wojsku Polskim otrzymywał awanse na kolejne stopnie wojskowe:
- podporucznik - 1951
- porucznik - 1953
- kapitan - 1953
- major - 1954
- podpułkownik - 1956
- pułkownik - 1960
- generał brygady - 1979

## Życie prywatne
Był synem Władysława, robotnika i Elżbiety z domu Bawar. W ostatnich latach życia mieszkał w Warszawie. Od 1955 żonaty z Ireną z domu Szwacz, magistrem ekonomii. Małżeństwo miało syna.

## Ordery i odznaczenia
- Krzyż Komandorski Orderu Odrodzenia Polski (1980)
- Krzyż Oficerski Orderu Odrodzenia Polski (1968)
- Krzyż Kawalerski Orderu Odrodzenia Polski (1963)
- Złoty Krzyż Zasługi (1959)
- Srebrny Krzyż Zasługi (1952)
- Medal 10-lecia Polski Ludowej
- Medal 30-lecia Polski Ludowej
- Medal 40-lecia Polski Ludowej
- Złoty Medal „Siły Zbrojne w Służbie Ojczyzny”
- Srebrny Medal „Siły Zbrojne w Służbie Ojczyzny”
- Brązowy Medal „Siły Zbrojne w Służbie Ojczyzny”
- Złoty Medal „Za zasługi dla obronności kraju”
- Srebrny Medal „Za zasługi dla obronności kraju”
- Brązowy Medal „Za zasługi dla obronności kraju”
- Medal "Za długoletnią, ofiarną służbę" (nadany przez ministra obrony narodowej, 1989)
- Order Przyjaźni (Wietnam) (1985)